# Saison 1919-1920 de la Juventus FC
Maillots
Chronologie
Saison précédente Saison suivante
La saison 1919-1920 du Foot-Ball Club Juventus est la dix-huitième de l'histoire du club, créé vingt-trois ans plus tôt en 1897.
Après trois ans d'arrêt pour cause de Première Guerre mondiale, le club piémontais participe là à la 19e édition du championnat d'Italie (appelé alors la Première catégorie, à l'époque l'ancêtre de la Serie A).

## Historique
Cette saison marque un renouveau du club turinois, n'ayant pas joué pendant trois ans (sa dernière saison fut en 1915-1916), après un arrêt de toute activité à cause de la guerre mondiale. La société eut droit à de nombreuses difficultés, du fait de nombreux joueurs ou autres du club qui durent partir au front (en tant que soldats ou bien gradés). Parmi eux, certains en ressortirent décorés, et beaucoup d'autres tués (comme les fondateurs du club Enrico Canfari et Luigi Forlano, l'ancien président Giuseppe Hess, ou bien encore les anciens joueurs juventini Roberto Caselli, Benigno Dalmazzo ou Gino Goggio), et la Juve dut donc repartir à zéro, avec un effectif presque entièrement changé, malgré d'anciens joueurs restés au club, mais ayant manqué presque trois ans de pratique officielle.
Le triumvirat présidentiel maintenu en place pendant la guerre, composé de Gioacchino Armano, Fernando Nizza et Sandro Zambelli, est remplacé par Corrado Corradini (ancien directeur général et éditeur du club, qui fut notamment le créateur d'un hymne dédié au club et du journal Hurrà Juventus), qui en assume désormais entièrement les fonctions, avec comme but avoué de retrouver une certaine gloire nationale, le club ayant été doublé durant la dernière décennie par d'autres clubs septentrionaux.
L'effectif compose désormais avec un nouveau gardien, Giovanni Giacone, un nouveau défenseur, Osvaldo Novo, de nouveaux milieux, Piero Dusio, Pio et Guido Marchi, Giovanni Masera et Bruno Sesia, et de nouveaux attaquants, avec l'italo-américain Josef Ferrero (premier joueur américain de l'histoire du club), ainsi que Giovanni Gallina et Rinaldo Varalda.
Lors de cette nouvelle saison, le club change également de siège de direction, passant de la Via Donati, 1 à la Via Carlo Alberto, 43.

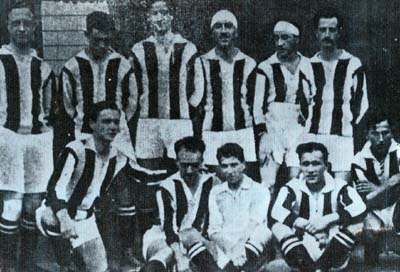
Les bianconeri de la saison

Le Foot-Ball Club Juventus, démarre donc sa nouvelle saison en étant placé dans le groupe A des éliminatoires piémontais (en italien Eliminatorie Piemonte), dans ce campionato d'Italia 1919-1920. Ambitieux, les bianconeri jouent leur première rencontre à domicile le dimanche 12 octobre 1919 au Stadio di Corso Sebastopoli contre l'Alessandrina et s'imposent facilement 3-0 (avec un doublé de Ferrero puis un but de Bona). Motivés par ce premier succès, les joueurs juventini enchaînent alors avec d'excellents résultats, aucune défaite et quatre matchs nuls. Après notamment deux matchs nuls un but partout lors des aller-retour du Derby de Turin contre le Torino, deux 4 à 0 ou encore un 5 à 1, les turinois se classent à la 2e place de ces éliminatoires, derrière le Pro Vercelli, assez pour rejoindre les demi-finales régionales.
Après 10 matchs disputés, l'effectif joue à nouveau un mois plus tard, en janvier 1920, et gagne grâce à un but de Mattea 1-0 contre leur premier adversaire, Casale. La Juve continue sur sa série de succès, constituée pratiquement de victoires (excepté un nul 0 à 0 contre Brescia), comme une victoire chez eux 6 buts à 1 contre l'Associazione Calcio Padova (quadruplé de Ferraris et doublé de Bona). Ce n'est qu'une semaine suivante, lors de la 8e journée du 21 mars, que le club connait sa première défaite de la saison, au bout de 18 matchs, contre l'US Milanese sur le score de 2-1 (avec un but juventino de Bona). La Juve remporte ensuite ses deux derniers matchs, et termine première du groupe avec 17 points (8 victoires, un nul et une défaite), et se place parmi les trois dernières et seules équipes à jouer le tour final.
Pour la première fois de l'histoire du club, des joueurs bianconeri furent convoqués durant cette saison in azzurro (en bleu). Le premier joueur du club à être convoqué en équipe nationale d'Italie est Giovanni Giacone, qui joue sa première sélection le 28 mars 1920 en Suisse, à Berne contre les suisses. Giacone sera ensuite suivi d'Antonio Bruna et de Pio Ferraris.
Lors de la phase finale du championnat (se jouant à trois clubs, à simple confrontation directe sur terrain), débutant le 16 mai 1920 pour le club, le club juventino s'impose à Milan par 3 à 2 sur le Genoa (avec deux buts de Bona et une réalisation de Ferraris), mais perd son deuxième match décisif à Gênes contre l'Inter Milan 1-0. Finalement, les Piémontais finissent deuxième de cette lutte à trois régions, derrière les lombards, mais devant les ligures, et sont vice-champions d'Italie, pour la 4e fois de leur histoire.
Le FBC Juventus, malgré son manque de compétition, réussi plutôt bien son retour dans le football italien, grâce notamment à son nouveau trio, composé de Giovanni Giacone et des arrières Osvaldo Novo et Antonio Bruna, les premiers joueurs de l'histoire bianconera à jouer avec la Nazionale (lors d'un Italie-Suisse et une défaite 0-3 le 28 mars 1920 à Rome), et à donner au club sa voie traditionnelle au couple d'arrières de rang international, devenue une des caractéristiques de la Juventus, réputée mondialement pour sa défense rugueuse.

## Déroulement de la saison

### Résultats en championnat

#### Éliminatoires du Piémont
| dimanche 12 octobre 1919 1re journée | Juventus       | 3 - 0 | Alessandrina | Stadio di Corso Sebastopoli, Turin 15h00 Arbitre : Actis |
| dimanche 12 octobre 1919 1re journée | Ferrero · Bona |       |              | Stadio di Corso Sebastopoli, Turin 15h00 Arbitre : Actis |

| dimanche 19 octobre 1919 2e journée | Pro Vercelli | 0 - 0 | Juventus | Stadio Leonida Robbiano, Verceil 15h00 Arbitre : Rangone |
| dimanche 19 octobre 1919 2e journée |              |       |          | Stadio Leonida Robbiano, Verceil 15h00 Arbitre : Rangone |

| dimanche 26 octobre 1919 3e journée | Juventus                      | 4 - 0 | Biellese | Stadio di Corso Sebastopoli, Turin 15h00 Arbitre : Tacconis |
| dimanche 26 octobre 1919 3e journée | Giriodi · Varalda II · Mattea |       |          | Stadio di Corso Sebastopoli, Turin 15h00 Arbitre : Tacconis |

| dimanche 2 novembre 1919 4e journée | Amatori Torino | 1 - 5 | Juventus                | Campo Amatori, Turin 15h00 Arbitre : Laugeri |
| dimanche 2 novembre 1919 4e journée | Migliore       |       | Giriodi · Mattea · Bona | Campo Amatori, Turin 15h00 Arbitre : Laugeri |

| dimanche 9 novembre 1919 5e journée | Torino        | 1 - 1 | Juventus     | Campo Stradale Stupinigi, Turin 15h15 Arbitre : Barnabò |
| dimanche 9 novembre 1919 5e journée | Mosso III 34e |       | 54e Ferraris | Campo Stradale Stupinigi, Turin 15h15 Arbitre : Barnabò |

| dimanche 23 novembre 1919 6e journée | Alessandrina | 0 - 4                                           | Juventus | Campo degli Orti, Alexandrie 15h00 Arbitre : Canestelli |
| dimanche 23 novembre 1919 6e journée |              | 21e 70e Ferraris · 53e Giriodi · 55e Varalda II |          | Campo degli Orti, Alexandrie 15h00 Arbitre : Canestelli |

| dimanche 30 novembre 1919 7e journée | Juventus | 1 - 1 | Pro Vercelli   | Stadio di Corso Sebastopoli, Turin 15h00 Arbitre : Rangone |
| dimanche 30 novembre 1919 7e journée | Novo 45e |       | 15e Rampini II | Stadio di Corso Sebastopoli, Turin 15h00 Arbitre : Rangone |

| dimanche 7 décembre 1919 8e journée | Biellese | 0 - 3              | Juventus | Biella 15h00 Arbitre : Laretti |
| dimanche 7 décembre 1919 8e journée |          | Ferraris · Giriodi |          | Biella 15h00 Arbitre : Laretti |

| dimanche 14 décembre 1919 9e journée | Juventus                       | 3 - 1 | Amatori Torino | Stadio di Corso Sebastopoli, Turin 15h00 Arbitre : Brunetti |
| dimanche 14 décembre 1919 9e journée | Ferraris · Giriodi · Marchi II |       | Basone         | Stadio di Corso Sebastopoli, Turin 15h00 Arbitre : Brunetti |

| dimanche 21 décembre 1919 10e journée | Juventus     | 1 - 1 | Torino           | Stadio di Corso Sebastopoli, Turin 15h00 Arbitre : Mauro |
| dimanche 21 décembre 1919 10e journée | Ferraris 70e |       | 5e Boglietti III | Stadio di Corso Sebastopoli, Turin 15h00 Arbitre : Mauro |

##### Classement
|  |    | Éliminatoires Piémont - groupe A | Pts | MJ | V | N | D | BP | BC | Dif |
|  | -- | -------------------------------- | --- | -- | - | - | - | -- | -- | --- |
|  | 1. | Pro Vercelli                     | 16  | 10 | 7 | 2 | 1 | 29 | 7  | +21 |
|  | 2. | Juventus                         | 16  | 10 | 6 | 4 | 0 | 25 | 5  | +20 |
|  | 3. | Torino                           | 15  | 10 | 6 | 3 | 1 | 27 | 10 | +17 |

#### Demi-finales
| dimanche 18 janvier 1920 1re journée | Juventus   | 1 - 0 | Casale | Stadio di Corso Sebastopoli, Turin 15h00 Arbitre : Brunetti |
| dimanche 18 janvier 1920 1re journée | Mattea 90e |       |        | Stadio di Corso Sebastopoli, Turin 15h00 Arbitre : Brunetti |

| dimanche 1er février 1920 2e journée | Modène | 0 - 1          | Juventus | Modène Arbitre : Varetto |
| dimanche 1er février 1920 2e journée |        | 30e (csc) Boni |          | Modène Arbitre : Varetto |

| dimanche 8 février 1920 3e journée | Brescia | 0 - 0 | Juventus | Stadium di Viale Venezia, Brescia Arbitre : Cattaneo |
| dimanche 8 février 1920 3e journée |         |       |          | Stadium di Viale Venezia, Brescia Arbitre : Cattaneo |

| dimanche 15 février 1920 4e journée | Padoue       | 1 - 3 | Juventus                              | Stadio Silvio Appiani, Padoue Arbitre : Cattaneo |
| dimanche 15 février 1920 4e journée | Monti II 1re |       | 27e Ferraris · 28e Bona · 89e Giriodi | Stadio Silvio Appiani, Padoue Arbitre : Cattaneo |

| dimanche 29 février 1920 5e journée | Juventus             | 3 - 0 | US Milanese | Stadio di Corso Sebastopoli, Turin 15h00 Arbitre : Terzuolo |
| dimanche 29 février 1920 5e journée | Ferraris 47e 49e 76e |       |             | Stadio di Corso Sebastopoli, Turin 15h00 Arbitre : Terzuolo |

| dimanche 7 mars 1920 6e journée | Casale | 0 - 1    | Juventus | Casale Monferrato Arbitre : Rangone |
| dimanche 7 mars 1920 6e journée |        | 55e Bona |          | Casale Monferrato Arbitre : Rangone |

| dimanche 14 mars 1920 7e journée | Juventus                                       | 6 - 1 | Padoue     | Stadio di Corso Sebastopoli, Turin 15h00 Arbitre : Vagge |
| dimanche 14 mars 1920 7e journée | Bona 15e 25e (pen.) · Ferraris 80e 83e 84e 89e |       | 41e Busini | Stadio di Corso Sebastopoli, Turin 15h00 Arbitre : Vagge |

| dimanche 21 mars 1920 8e journée | US Milanese             | 2 - 1 | Juventus | Campo di Via Stelvio, Milan Arbitre : Gama |
| dimanche 21 mars 1920 8e journée | Pizzi 55e · Dagradi 70e |       | 50e Bona | Campo di Via Stelvio, Milan Arbitre : Gama |

| dimanche 11 avril 1920 9e journée | Juventus                               | 3 - 0 | Modène | Stadio di Corso Sebastopoli, Turin 15h00 Arbitre : Olivari |
| dimanche 11 avril 1920 9e journée | Marchi I 32e · Bona 38e · Ferraris 88e |       |        | Stadio di Corso Sebastopoli, Turin 15h00 Arbitre : Olivari |

| dimanche 8 février 1920 10e journée | Juventus | 2 - 0 victoire par forfait | Brescia |  |
| dimanche 8 février 1920 10e journée |          |                            |         |  |

##### Classement
|  |    | Demi-finales - groupe B | Pts | MJ | V | N | D | BP | BC | Dif |
|  | -- | ----------------------- | --- | -- | - | - | - | -- | -- | --- |
|  | 1. | Juventus                | 17  | 10 | 8 | 1 | 1 | 21 | 4  | +17 |
|  | 2. | US Milanese             | 15  | 10 | 7 | 1 | 2 | 14 | 10 | +4  |
|  | 3. | Modène                  | 9   | 10 | 4 | 1 | 5 | 17 | 13 | +4  |

### Phase finale
| dimanche 16 mai 1920 1re journée | Juventus                           | 3 - 2 | Genoa                     | Milan 15h20 Arbitre : Varisco |
| dimanche 16 mai 1920 1re journée | Bona 29e (pen.) 35e · Ferraris 71e |       | 3e Santamaria · 59e Sardi | Milan 15h20 Arbitre : Varisco |

| dimanche 23 mai 1920 2e journée | Juventus | 0 - 1    | Inter | Gênes 15h20 Arbitre : Brunetti |
| dimanche 23 mai 1920 2e journée |          | 63e Aebi |       | Gênes 15h20 Arbitre : Brunetti |

#### Classement
|  |    | Classement final 1919-1920 | Pts | MJ | V | N | D | BP | BC | Dif |
|  | -- | -------------------------- | --- | -- | - | - | - | -- | -- | --- |
|  | 1. | Inter                      | 3   | 2  | 1 | 1 | 0 | 2  | 1  | +1  |
|  | 2. | Juventus                   | 2   | 2  | 1 | 0 | 1 | 3  | 3  | 0   |
|  | 3. | Genoa                      | 1   | 2  | 0 | 1 | 1 | 3  | 4  | -1  |

### Matchs amicaux
| dimanche 23 mars 1919 | Juventus         | 2 - 2 | Alexandrie       |  |
| dimanche 23 mars 1919 | Buteurs inconnus |       | Buteurs inconnus |  |

| dimanche 30 mars 1919 | Juventus         | 3 - 0 | Casale |  |
| dimanche 30 mars 1919 | Buteurs inconnus |       |        |  |

| dimanche 6 avril 1919 | Pastore et Torino | 2 - 2 | Juventus         | Turin |
| dimanche 6 avril 1919 | Buteurs inconnus  |       | Buteurs inconnus | Turin |

| dimanche 20 avril 1919 | Juventus       | 1 - 2 | Legnano          |  |
| dimanche 20 avril 1919 | Buteur inconnu |       | Buteurs inconnus |  |

| dimanche 4 mai 1919 | Juventus         | 3 - 3 | XX° Autoparco    |  |
| dimanche 4 mai 1919 | Buteurs inconnus |       | Buteurs inconnus |  |

| dimanche 18 mai 1919 | Juventus | 0 - 0 | Milan |  |
| dimanche 18 mai 1919 |          |       |       |  |

| dimanche 1er juin 1919 | Juventus | score inconnu | Novare |  |
| dimanche 1er juin 1919 |          |               |        |  |

| dimanche 7 septembre 1919 | Valenzana | score inconnu | Juventus | Stade Porta Alessandria, Valenza |
| dimanche 7 septembre 1919 |           |               |          | Stade Porta Alessandria, Valenza |

| dimanche 14 septembre 1919 | Juventus         | 2 - 0 | US Alessandrina |  |
| dimanche 14 septembre 1919 | Buteurs inconnus |       |                 |  |

| dimanche 21 septembre 1919 | Juventus         | 2 - 3 | Torino et Pastore |  |
| dimanche 21 septembre 1919 | Buteurs inconnus |       | Buteurs inconnus  |  |

| dimanche 28 septembre 1919 | Novare           | 4 - 3 | Juventus         |  |
| dimanche 28 septembre 1919 | Buteurs inconnus |       | Buteurs inconnus |  |

| mardi 11 novembre 1919 | Juventus         | 3 - 0 | US Novarese |  |
| mardi 11 novembre 1919 | Buteurs inconnus |       |             |  |

| dimanche 28 décembre 1919 | Juventus       | 1 - 2 | Genoa            |  |
| dimanche 28 décembre 1919 | Buteur inconnu |       | Buteurs inconnus |  |

| mercredi 31 décembre 1919 | Juventus | 0 - 3            | Servette Genève |  |
| mercredi 31 décembre 1919 |          | Buteurs inconnus |                 |  |

| dimanche 4 avril 1920 | Juventus       | 1 - 4 | Aarau            |  |
| dimanche 4 avril 1920 | Buteur inconnu |       | Buteurs inconnus |  |

| dimanche 25 avril 1920 | Juventus         | 4 - 2 | Torino et US Torinese |  |
| dimanche 25 avril 1920 | Buteurs inconnus |       | Buteurs inconnus      |  |

| dimanche 4 juillet 1920 | Novare           | 3 - 2 | Juventus         |  |
| dimanche 4 juillet 1920 | Buteurs inconnus |       | Buteurs inconnus |  |

#### Pro Carità del Sabato
| dimanche 13 avril 1919 | Juventus         | 3 - 2 | Arquata Scrivia  |  |
| dimanche 13 avril 1919 | Buteurs inconnus |       | Buteurs inconnus |  |

#### Coppa Brezzi
| dimanche 27 avril 1919 | Enotria Milano | 0 - 3            | Juventus |  |
| dimanche 27 avril 1919 |                | Buteurs inconnus |          |  |

| dimanche 25 mai 1919 | Alexandrie       | 4 - 1 | Juventus       |  |
| dimanche 25 mai 1919 | Buteurs inconnus |       | Buteur inconnu |  |

#### Gare circondariali di Asti
| lundi 6 mai 1919 | Itala | 0 - 6            | Juventus |  |
| lundi 6 mai 1919 |       | Buteurs inconnus |          |  |

| mercredi 6 mai 1919 | 9° Bersaglieri | 1 - 3 | Juventus         |  |
| mercredi 6 mai 1919 | Buteur inconnu |       | Buteurs inconnus |  |

## Effectif du club
Effectif des joueurs du Foot-Ball Club Juventus lors de la saison 1919-1920.

## Buteurs
| 17 buts - Pio Ferraris 11 buts - Lorenzo Valerio Bona 8 buts - Giuseppe Giriodi 3 buts - Angelo Mattea | 2 buts - Josef Ferrero - Rinaldo Varalda 1 but - Guido Marchi - Pio Marchi - Osvaldo Novo |